# La Plana (Olot)
La Plana és una obra d'Olot (Garrotxa) protegida com a Bé Cultural d'Interès Local.

## Descripció
Casa aïllada de planta quadrada i teulat a quatre aigües sostingut per bigues de fusta. El seu estat actual és molt deficient. Disposa de baixos pel bestiar i dos pisos superiors més un colomar. Va ser bastit amb pedra volcànica i els murs estan arrebossats, amb els cantoners estucats imitant carreus. Les obertures del primer pis són rectangulars mentre que les del segon són, en gran majoria, de punt rodó. Totes estan emmarcades amb una motllura d'estuc de color groc que contrasta amb el blanc dels murs.
Disposava d'una pallissa situada al costat de l'era, en estat ruïnós. Tot el conjunt està voltat per un mur de pedra volcànica i un portal a la façana est.